# Siding Spring Survey

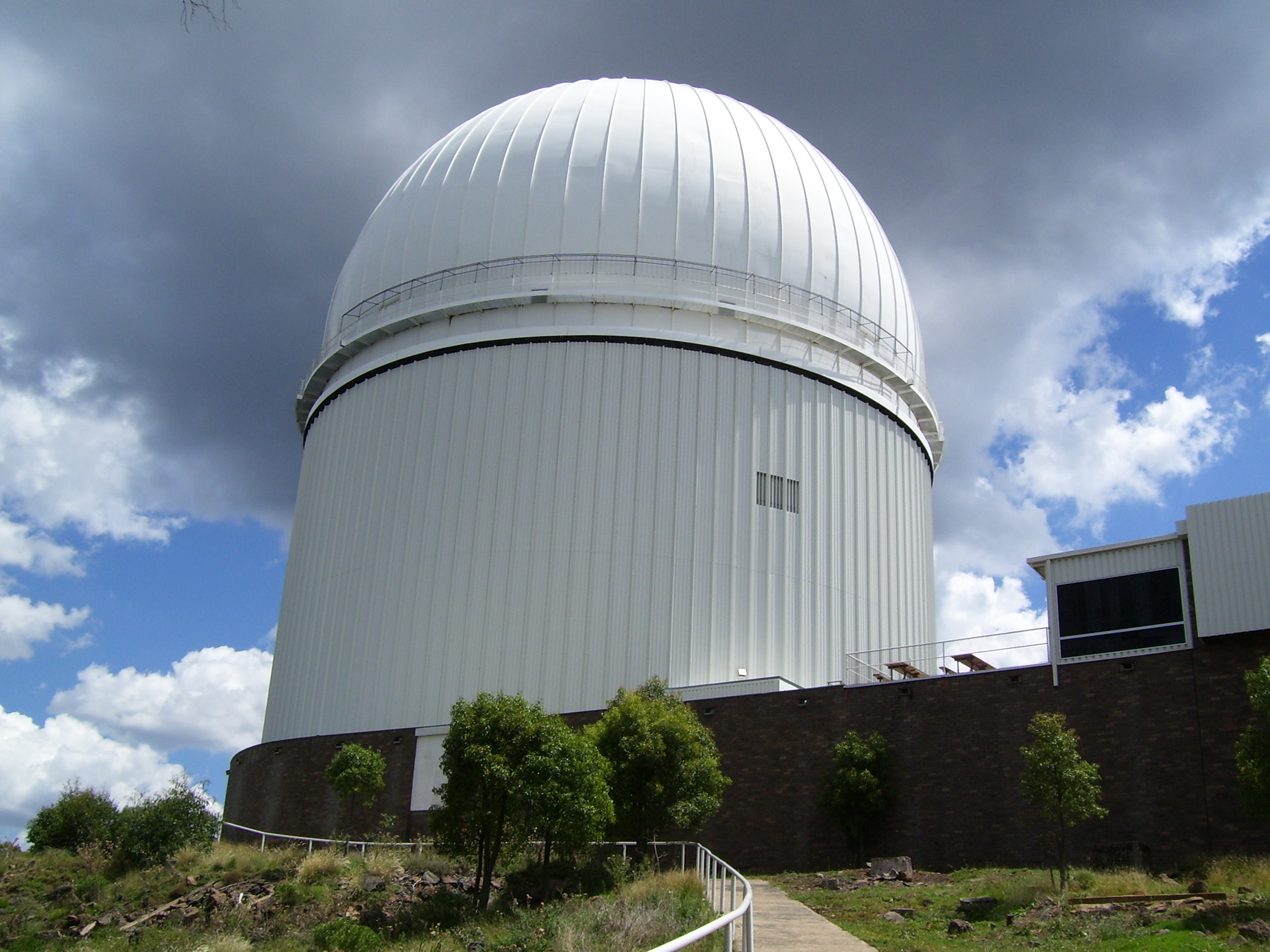
Cupola Telescopului Anglo-Australian.

The Siding Spring Survey (SSS) este un program de cercetări ale obiectelor din apropierea Pământului, care folosește telescopul Schmidt Uppsala de 50 cm al Observatorului Siding Spring, Noua Galie de Sud în Australia. Este omologul pentru emisfera sudică a Catalina Sky Survey (CSS) situat pe Mont Bigelow în Munții Santa Catalina, în apropiere de Tucson, în Arizona, Statele Unite ale Americii. SSS este condus conjunct de Universitatea din Arizona și de Universitatea Națională Australiană, cu finanțare de la NASA.
SSS (cod observator UAI E12)este situat la Observatorul  Siding Spring (cod observator UAI 413): longitudine 149.1 est, latitudine 31.3 sud și altitudine de 1150 m, aproximativ la 400 km la nord-vest de Sydney, în Australia.